# Fils (monnaie)
Pour les articles homonymes, voir Fils.
Le fils (arabe: فلس) est une monnaie subdivisionnaire utilisée dans plusieurs pays arabes. Fils est un terme singulier en arabe, le pluriel est fulûs (فلوس) ; fils est aussi le mot arabe pour "argent (monnaie)".
- 1 dinar bahreïnien = 1000 fils
- 1 dinar irakien = 1000 fils
- 1 dinar jordanien = 1000 fils
- 1 dinar koweïtien = 1000 fils
- 1 dirham des Émirats arabes unis = 100 fils
- 1 rial yéménite = 100 fils

Comme pour le fals (pluriel fulûs) des califats des Omeyyades (661-750) et des Abbassides (750-1258), ce nom est une corruption de follis, une pièce de cuivre romaine puis byzantine. 
Le pluriel fulûs est à l'origine du flouze argotique.